# Austin Bryant
Austin Bryant (Pavo, Georgia, 12 de noviembre de 1996) es un jugador profesional estadounidense de fútbol americano que se desempeña en la posición de defensive end en San Francisco 49ers, equipo de la National Football League (NFL).

## Carrera
Fue seleccionado en la cuarta ronda en la Reunión Anual de Selección de Jugadores de la NFL de 2019. Hizo su debut profesional con el equipo Detroit Lions, en el cual jugó cuatro temporadas (2019-2023), posteriormente pasó a San Francisco 49ers, donde lleva jugando una temporada.